# بخشی ازبرج و باروی کاشان
بخشی ازبرج و باروی کاشان مربوط به دوره سلجوقیان است و در کاشان، محدوده شهر واقع شده و این اثر در تاریخ ۱۱ بهمن ۱۳۵۵ با شمارهٔ ثبت ۱۳۵۷ به‌عنوان یکی از آثار ملی ایران به ثبت رسیده است.